# Rete tranviaria di Oklahoma City
La rete tranviaria di Oklahoma City (in inglese Oklahoma City Streetcar) è la rete tranviaria a servizio della città di Oklahoma City, nello Stato dell'Oklahoma. Aperta il 14 dicembre 2018, è gestita dalla Herzog Transit.

## La rete
La rete si compone di due linee circolari:
| Linea          | Apertura | Lunghezza | Stazioni |
| -------------- | -------- | --------- | -------- |
| Downtown Loop  | 2018     | 7,7 km    | 22       |
| Bricktown Loop | 2018     | 3,2 km    | 9        |

La linea Downtown Loop è attiva sette giorni su sette, mentre la linea Bricktown Loop è attiva solo venerdì, sabato e domenica. Le frequenze sono tra i 15 e i 18 minuti.